# Postimees
«Postimees» (укр. Листоноша) — естонська суспільно-політична щоденна газета. Сучасний випуск видання здійснюється у вигляді двох щоденних газет — естонською та російською мовами; має найбільший в Естонії наклад — 59 800 примірників (2010). Заснована 1886 року.

## Історія

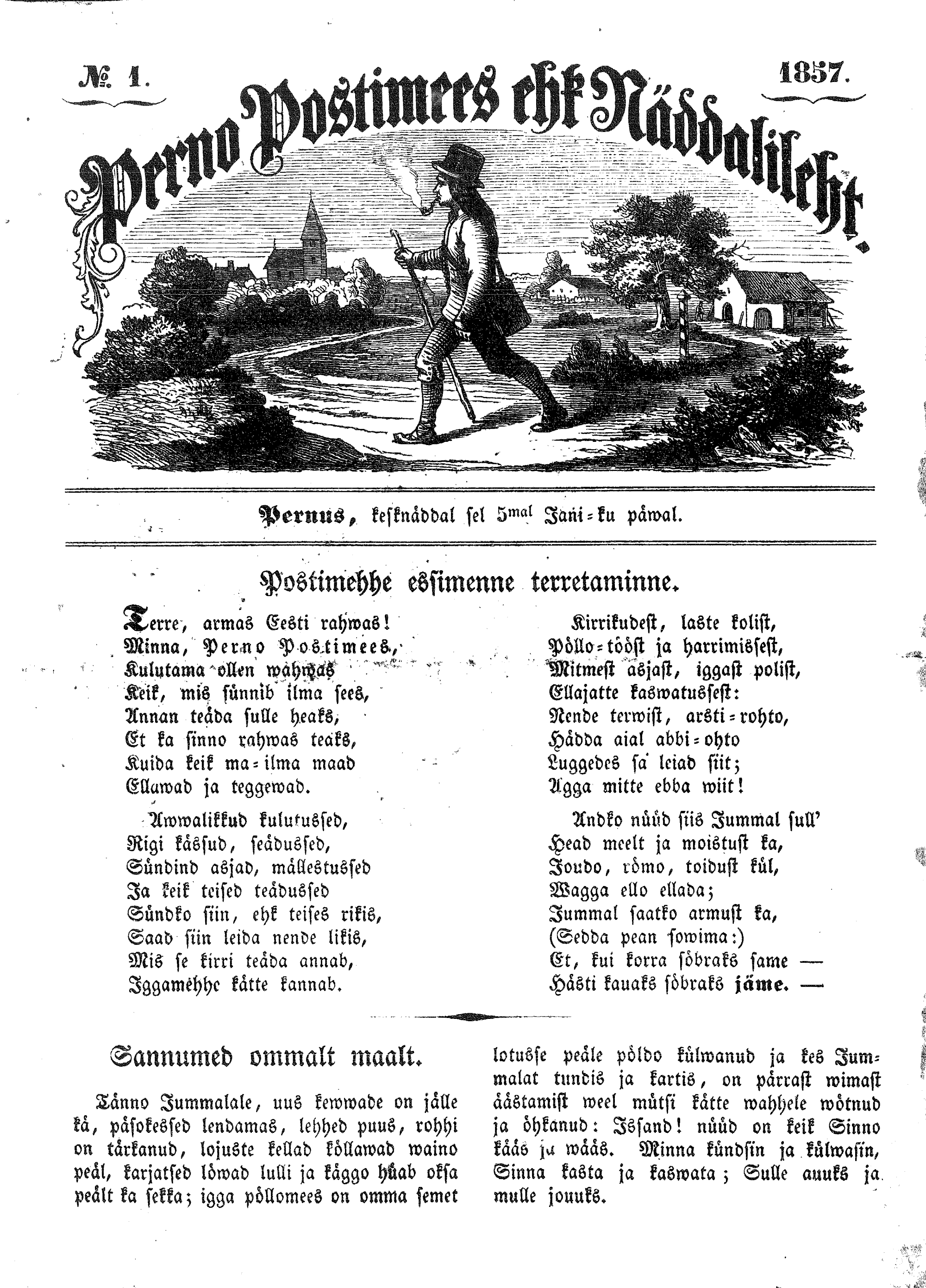
Перша шпальта першого видання, 1857

### Заснування газети уПярну
1 січня 1857 року естонський поет-просвітник і громадський діяч Йоханн Яннсен заснував у місті Пярну тижневик «Perno Postimees ehk Näddalileht» («Пярнуський листоноша або Тижневик»), ставши одночасно його видавцем, редактором і журналістом. Висвітлення нагальних проблем естонського народу забезпечили газеті значну популярність. В опублікованому на сторінках своєї газети вірші власного авторства «Здрастуй, милий естонський народе…» Яннсен першим офіційно почав використовувати як назву народу словосполучення естонський народ (ест. eesti rahvas), замість колишнього — народ землі (ест. maarahvas). Видання висловлювало інтереси селян та молодої національної інтелігенції. 1862 року газета мала 2262 передплатника, для того часу — дуже велике число.

### Заснування газети «Eesti Postimees» у Тарту
1863 року Яннсен переїхав до Тарту і, змінивши назву газети на «Eesti Postimees» (укр. «Естонський листоноша»), 1 січня 1864 року продовжив її випуск на новому місці. Видавничі права на попередню назву тижневика перейшли до його нових видавців, утім пярнуська газета втратила свої позиції в естонському суспільстві, поступившись новому виданню Яннсена.
Дочка Яннсена, поетеса Лідія Койдула, та його син, Харрі Яннсен, допомагали у виданні «Eesti Postimees». 1880 року, після того, як газета-конкурент Карла Якобсона «Sakala» набула більших популярності та впливу, ніж «Eesti Postimees», Яннсен усунувся від видання тижневика, випуск якого продовжили його син і Карл Август Херманн, який у подальшому став її власником.

### Подальший розвиток
1886 року Карл Херманн створив на базі видання нову газету, змінивши назву на «Postimees», а 1891 зробив її першою щоденною естонською газетою.
1896 року Віллем Рейман, Оскар Каллас і Карл Коппель викупили у Херманна видавничі права на газету та призначили редактором Яана Тиніссона — юриста і державного діяча. Останній редагував й очолював газету з перервами до 1935 року.

#### Діяльність за часівДругої світової війни
Після окупації Естонії СРСР влітку 1940 року випуск газети було припинено. Утім вже за рік, 13 липня 1941, з початком німецької окупації, видання газети відновилась редакторами Ойнасом та Хіндреєм.

#### Радянські часи
З 1 травня 1948 до 1990 року газета мала назву «Edasi» (укр. «Вперед») і була органом Тартуського міського комітету Компартії Естонії.
26 вересня 1987 року в газеті було оприлюднено історичний маніфест про економічну незалежність Естонської РСР, що набув значної підтримки в естонському суспільстві, та став базою програми «IME» (абревіатура від естонської назви «Isemajandav Eesti» — «Економічно самостійна Естонія») — плану автономного від СРСР економічного розвитку республіки.
1990 року видання знову почало називатись «Postimees» й міська газета перетворилась на загальнореспубліканську.

## Факти
- Загальна читацька аудиторія газети (не наклад) обома мовами 2008 року становила 246 тисяч осіб.
- Відповідно до даних, наданих друкарнями Союзу газет Естонії, середній наклад естонської версії Postimees у січні 2010 року становив 59 800 примірників, при цьому у робочі дні той показник становив 57 000 — 58 000, а суботній випуск мав наклад 73 000 — 74 000. Таким чином, відповідно до даних Союзу газет Естонії, у робочі дні газета має найбільший наклад у Прибалтиці.
- Газета має однойменні портали новин в інтернеті естонською та російською мовами.